# Ксенофан (місячний кратер)
Кра́тер Ксенофа́н (лат. Xenophanes) — великий стародавній метеоритний кратер у північно-західній частині видимого боку Місяця. Назву присвоєно на честь давньогрецького поета і філософа Ксенофана (бл. 570 до н. е. — бл. 475 до н. е.) й затверджено Міжнародним астрономічним союзом у 1935 році. Кратер утворився в донектарському періоді.

## Опис кратера
Найближчими сусідами кратера Ксенофан є кратер Почобут на заході; кратери Смолюховський і Панет на північному заході; кратер Буль на півночі північному заході; кратер Клеострат на півночі північному сході; кратер Енопід на сході; кратер Репсольд на півдні і кратер Вольта, який прилягає до кратера Ксенофан на півдні південному заході. На південний схід від  кратера Ксенофан знаходиться Океан Бур. Селенографічні координати центру кратера 57°29′ пн. ш. 82°01′ зх. д. / 57.49° пн. ш. 82.01° зх. д., діаметр 117,6 км, глибина 3,14 км.
Кратер Ксенофан має полігональну форму і практично повністю зруйнований за тривалий час свого існування. Вал суттєво згладжений і перекритий безліччю кратерів різного розміру, західна частина валу розсічена декількома ущелинами, до північно-західної частини валу прилягає великий сателітний кратер Ксенофан A (див. нижче). Дно чаші кратера частково вирівняне базальтовою лавою, особливо у східній частині. У південній і північно-східній частині чаші видно залишки двох великих кратерів, сполучених масивним хребтом, у якому виділяються три піки висотою 1100, 1400 і 1200 м.
За рахунок свого розташування біля північно-західного лімбу Місяця кратер при спостереженнях із Землі виглядає спотвореним.

## Сателітні кратери
| Ксенофан | Координати                                                | Діаметр, км |
| -------- | --------------------------------------------------------- | ----------- |
| A        | 60°04′ пн. ш. 84°50′ зх. д. / 60.07° пн. ш. 84.83° зх. д. | 43,2        |
| B        | 59°29′ пн. ш. 80°34′ зх. д. / 59.48° пн. ш. 80.56° зх. д. | 14,4        |
| C        | 59°35′ пн. ш. 78°57′ зх. д. / 59.58° пн. ш. 78.95° зх. д. | 9,9         |
| D        | 58°37′ пн. ш. 77°38′ зх. д. / 58.62° пн. ш. 77.63° зх. д. | 12,3        |
| E        | 58°04′ пн. ш. 85°44′ зх. д. / 58.06° пн. ш. 85.74° зх. д. | 15,7        |
| F        | 56°41′ пн. ш. 73°28′ зх. д. / 56.69° пн. ш. 73.46° зх. д. | 27,8        |
| G        | 56°56′ пн. ш. 75°59′ зх. д. / 56.94° пн. ш. 75.99° зх. д. | 7,3         |
| K        | 58°42′ пн. ш. 84°34′ зх. д. / 58.7° пн. ш. 84.56° зх. д.  | 14,1        |
| L        | 54°49′ пн. ш. 78°32′ зх. д. / 54.81° пн. ш. 78.54° зх. д. | 22,4        |
| M        | 54°48′ пн. ш. 79°37′ зх. д. / 54.8° пн. ш. 79.62° зх. д.  | 9,1         |

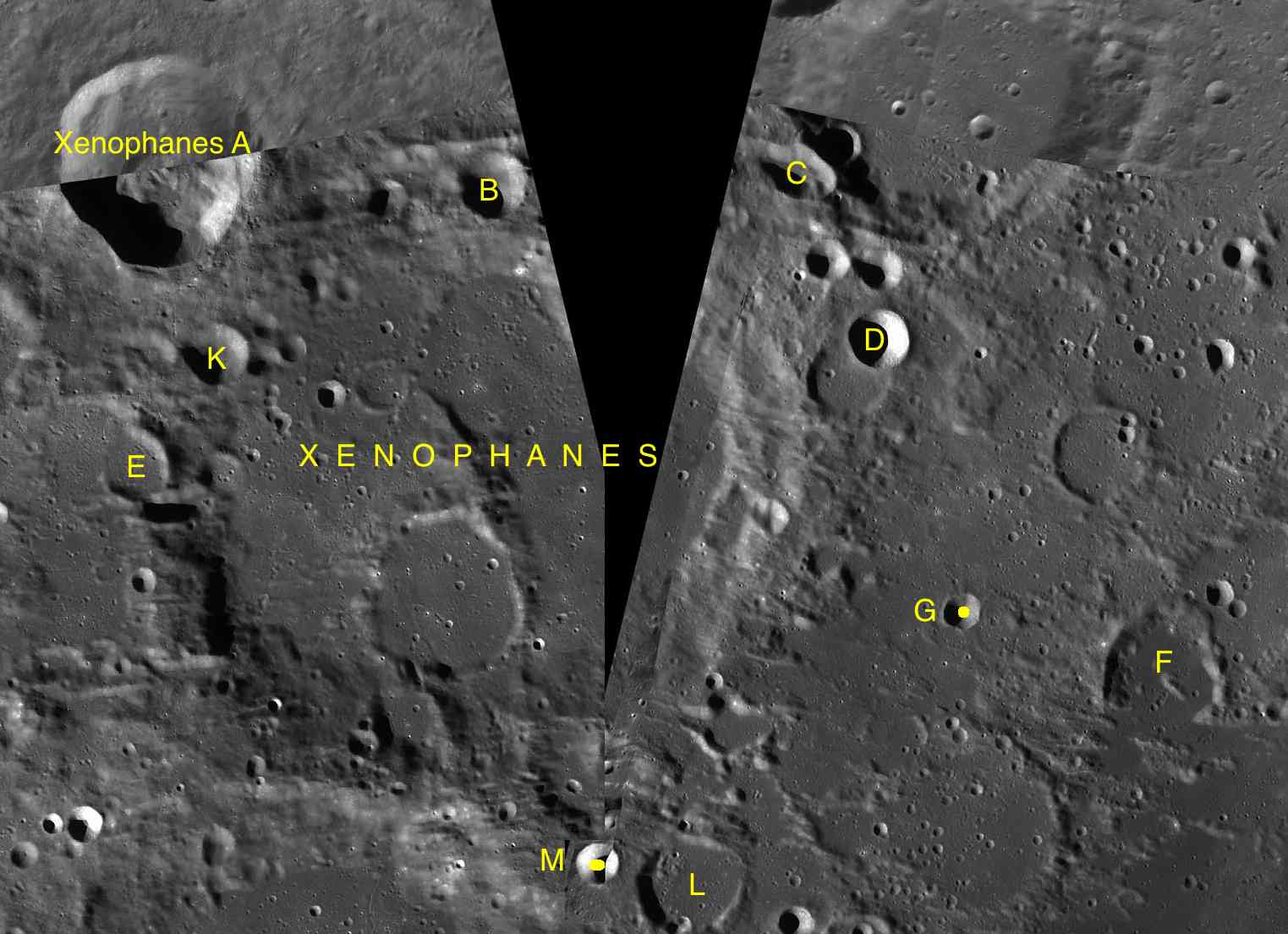
Фрагменти мап LAC-10 і LAC-21

- Утворення сателітного кратера Ксенофан A відбулось у пізньоімбрійському періоді[1].